# Municipio de Lewis (Arkansas)
El municipio de Lewis (en inglés: Lewis Township) es un municipio ubicado en el condado de Scott en el estado estadounidense de Arkansas. En el año 2010 tenía una población de 1390 habitantes y una densidad poblacional de 13,35 personas por km².

## Geografía
El municipio de Lewis se encuentra ubicado en las coordenadas 35°1′54″N 94°11′4″O / 35.03167, -94.18444. Según la Oficina del Censo de los Estados Unidos, el municipio tiene una superficie total de 104.11 km², de la cual 103,62 km² corresponden a tierra firme y (0,47 %) 0,48 km² es agua.

## Demografía
Según el censo de 2010, había 1390 personas residiendo en el municipio de Lewis. La densidad de población era de 13,35 hab./km². De los 1390 habitantes, el municipio de Lewis estaba compuesto por el 88,99 % blancos, el 0,14 % eran afroamericanos, el 1,8 % eran amerindios, el 3,67 % eran asiáticos, el 1,58 % eran de otras razas y el 3,81 % eran de una mezcla de razas. Del total de la población el 2,52 % eran hispanos o latinos de cualquier raza.